# Карпєкін Михайло Олексійович
Карпєкін Михайло Олексійович (1893, с. Виблі Чернігівської губ. — 3 грудня 1918, м. Київ) — сотник Дніпровського полку Армії УНР.

## Життєпис

### Дитинство та юність

Корпус Ніжинського Історико-філологічного інституту

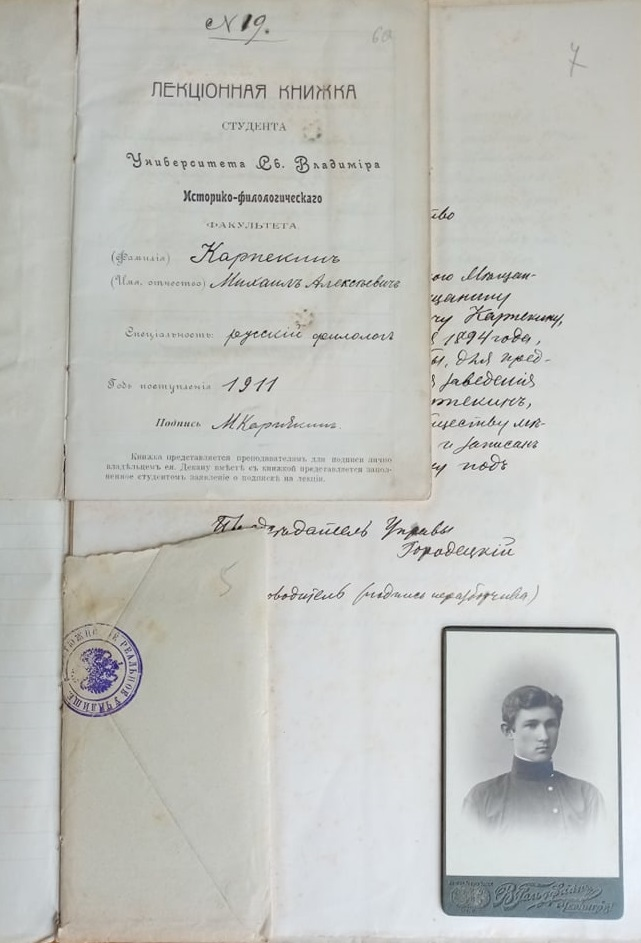
Особисті документи Михайла Карпєкіна в часи його студентства

Народився у 1893 році в селі Виблі Чернігівської губернії в давній вчительській родині Олексія та Параски Карпєкіних. Коли Михайликові виповнилось 5 років його тато помер і досить велика родина лишилась без засобів до існування. Найстарший брат Михайла скінчив міську школу і зміг дістати посаду на залізниці. Досить швидко, за свою працелюбність та здібності, він одержав ряд підвищень і почав матеріально підтримувати родину. Коштом брата-залізничника двоє старших братів здобули освіту у народній школі. Перший з них потрапив на навчання до Київського політехнічного інституту, який скінчив за 4 роки, після чого був спочатку вчителем, а пізніше директором середньої технічної школи в с. Клинцях на Чернігівщині. Другий брат вступив до Глухівського Учительського Інституту, закінчивши який вчителював у міській школі в Чернігові, де жила тоді мати з двома доньками. Дівчата, склавши іспит на народних вчительок, зимою були на посадах, а влітку працювали приватними репетиторами. Саме коштом рідних сестер майбутній сотник Армії УНР Михайло зміг здобути освіту у гімназії, яку він закінчив зі срібною медаллю, маючи неповних шістнадцять років. По закінченню гімназії у 1911 році, він вступив до Київського університету на історико-філологічний факультет. Тут він був лише один рік. Відчувши, що братам та сестрам дуже тяжко дістаються гроші, не захотів користуватися їх допомогою й вирішив перейти до Ніжинського Історико-філологічного інституту, де він міг бути на повному утриманні як стипендіат. Склавши грецьку мову, Карпєкін вступив до інституту. І тут він вчився дуже добре, користувався повагою навіть серед професури. Взагалі, він мав здібності не лише до науки, а й до всякої справи — будь-яка робота горіла в його руках. Улюбленим виразом Карпєкіна було: «Не можна лише зорі з неба знімати, а решта все можливо — лише треба енергії і праці». Навесні 1916 року скінчив Історико-філологічний інститут.

### Перша світова та Визвольна війна
Світова війна не дала змоги спокійно працювати — був покликаний до Російської імператорської армії. Згодом скінчив одну з військових шкіл та вирушив на Румунський фронт. Один з бойових побратимів Михайла згадував: «На війні він не раз викликав подив у своїх колег-старшин, як своєю відвагою, так і деякими вчинками. Наприклад, коли котрого зі старшин посилали вести сотню в атаку, і Карпєкін бачив, що той старшина боїться, то небіжчик не міг не запропонувати йому своїх послуг — заступити його, зрозуміло роблячи це не з приємності, а лише з добрих почувань своєї дивно-чутливої душі. Здобув собі небіжчик також пошану й любов підлеглих-козаків, що бачили в ньому не лише начальника, а й старшого брата і порадника».
Антигетьманське повстання (14 листопада 1918 року) Михайло зустрів на посаді секретаря Міністра освіти Петра Холодного. В ніч з 22 на 23 листопада 1918 року Карпєкін, як командир рою, бере участь у наступі на Київ. Був спійманий однією з офіцерських дружин, однак врятувався завдяки студентці-медичці Світлані Харченко. Коли Харченко та Карпєкін прибули до повстанського штабу — то Світлану було призначено лікарем у 3-й Січовий курінь, а Михайла хотіли лишити при штабі для культурно-освітньої праці. Однак хлопець, під загрозою трибуналу, добився скерування на фронт до Осадного корпусу Січових Стрільців. Він потрапив у 3-й полк Дніпровської козацької дивізії отамана Зеленого, де й керував сотнею. Під час останнього наступу на Київ, в ніч з 13 на 14 грудня 1918 року, полк наступав через станцію Біличі на Святошино. Карпєкін командував облогою будинку школи, де засіли добровольці. Ворог оголосив про капітуляцію і Михайло, як командир сотні, першим переступив поріг школи, однак був підступно застрілений з браунінга. Тіло старшини, через безперервні бої, не змогли поховати у столиці. Похорон відбувся в українському запіллі — у Будаївці.

## Вшанування пам'яті
Могила, що знаходилась на Будаївському цвинтарі при вулиці Зеленій, в числі інших поховань, була знищена радянською владою. Відновлена у 2013 році коштом Благодійного фонду «Героїка».